# Trichophthalma alulata
Trichophthalma alulata är en tvåvingeart som beskrevs av Paramonov 1953. Trichophthalma alulata ingår i släktet Trichophthalma och familjen Nemestrinidae. Inga underarter finns listade i Catalogue of Life.